# Yevgueni Rudákov
Yevgueni Vasilióvich Rudákov (Moscú, Unión Soviética, 2 de enero de 1942 - Kiev, Ucrania, 21 de diciembre de 2011), fue un futbolista ucraniano de orígenes rusos.

## Clubes
| Club             | País            | Año         |
| ---------------- | --------------- | ----------- |
| FC Torpedo Moscú | Unión Soviética | 1960        |
| MFC Mykolaiv     | Unión Soviética | 1961 - 1962 |
| FC Dinamo Kiev   | Unión Soviética | 1962 - 1977 |

## Palmarés

### Torneos nacionales
| Título           | Club           | País            | Año  |
| ---------------- | -------------- | --------------- | ---- |
| Copa             | Dinamo de Kiev | Unión Soviética | 1964 |
| Primera División | Dinamo de Kiev | Unión Soviética | 1966 |
| Copa             | Dinamo de Kiev | Unión Soviética | 1966 |
| Primera División | Dinamo de Kiev | Unión Soviética | 1967 |
| Primera División | Dinamo de Kiev | Unión Soviética | 1968 |
| Primera División | Dinamo de Kiev | Unión Soviética | 1971 |
| Primera División | Dinamo de Kiev | Unión Soviética | 1974 |
| Copa             | Dinamo de Kiev | Unión Soviética | 1974 |
| Primera División | Dinamo de Kiev | Unión Soviética | 1975 |
| Primera División | Dinamo de Kiev | Unión Soviética | 1977 |

### Torneos internacionales
| Título              | Equipo          | Sede    | Año  |
| ------------------- | --------------- | ------- | ---- |
| Bronce en los JJOO  | Unión Soviética | Múnich  | 1972 |
| Recopa de Europa    | FC Dynamo Kiev  | Basilea | 1975 |
| Supercopa de Europa | FC Dynamo Kiev  | Kiev    | 1975 |